# Rudňany
Rudňany (allemand : Kotterbach) est un village de Slovaquie situé dans la région de Košice.

## Histoire
Première mention écrite du village en 1360.

## Démographie

### Évolution de la population
| Année:               | 1994. | 2004.    | 2014.    | 2024.    |
| -------------------- | ----- | -------- | -------- | -------- |
| Nombre de personnes: | 2939  | 3432     | 4246     | 5129     |
| Différence:          |       | +16,77 % | +23,71 % | +20,79 % |

| Année:               | 2023. | 2024.   |
| -------------------- | ----- | ------- |
| Nombre de personnes: | 4999  | 5129    |
| Différence:          |       | +2,60 % |